# Millersburg (Ohio)
Millersburg település az Amerikai Egyesült Államok Ohio államában, Holmes megyében, melynek megyeszékhelye is. Lakosainak száma 3151 fő (2020. április 1.).

## Népesség
A település népességének változása:

| 2010 | 3 025 |
| 2020 | 3 151 |